# District de Dinghu
Le district de Dinghu (鼎湖区 ; pinyin : Dǐnghú Qū), subdivision administrative de la province du Guangdong en Chine, est un quartier de la ville de Zhaoqing.

### Lien externe

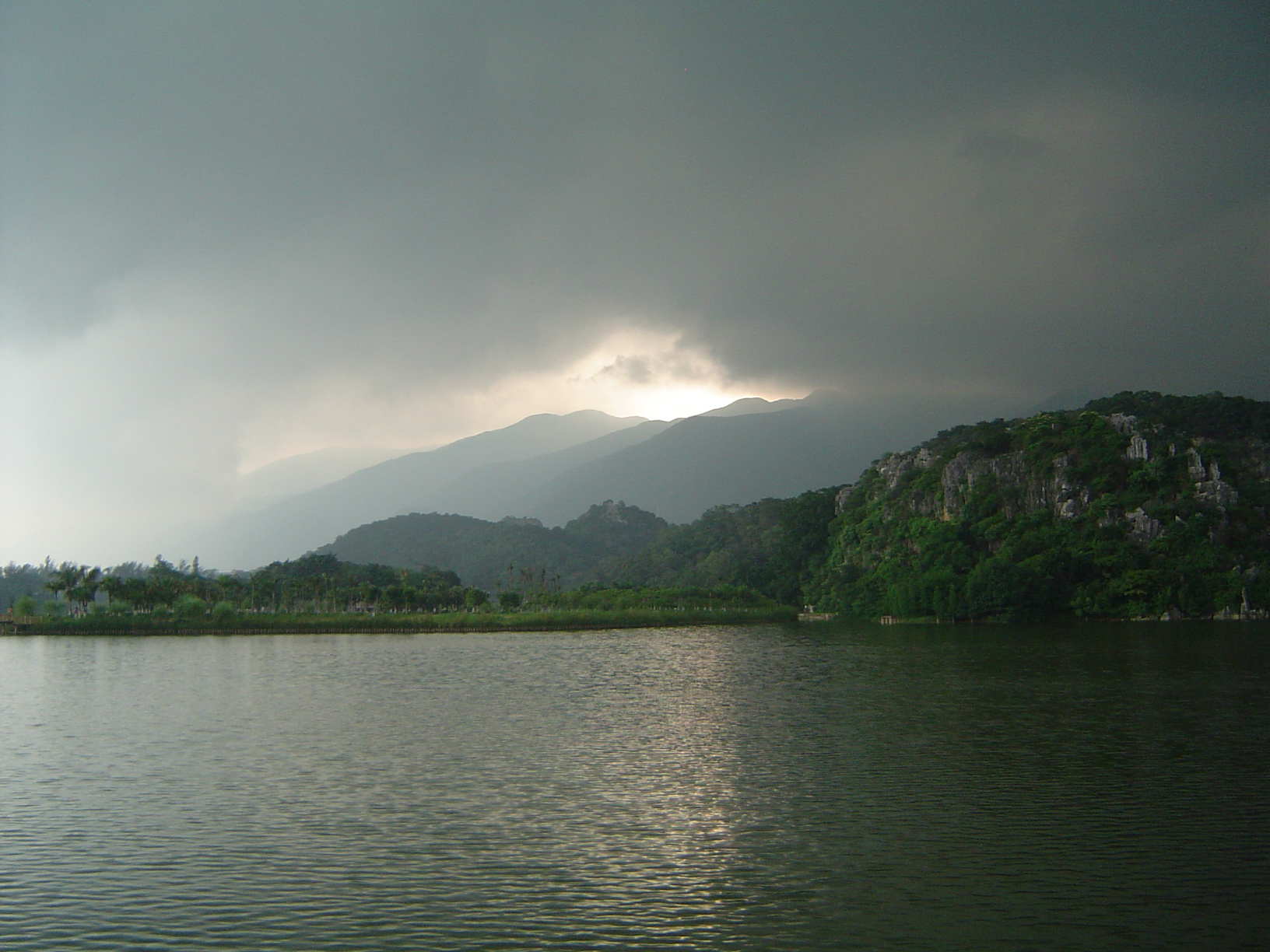
Lac dans le district de Dinghu